# Арамашево
Арама́шево — село в Алапаевском районе Свердловской области России. Входит в муниципальное образование Алапаевское.

## Географическое положение
Арамашево расположено в лесистой местности на левом берегу реки Реж, при устье левого притока — реки Шайтанки. В пределах села есть несколько скал: Мамин Камень, Церковный Камень, Шайтан-Камень, Шуриков-Камень и другие. Арамашево находится к северо-востоку от Екатеринбурга, к юго-востоку от Нижнего Тагила, в 28 километрах к югу от города Алапаевска (по дорогам в 33 километрах) и в 4 километрах на восток от железнодорожной станции Самоцвет направления Алапаевск — Каменск-Уральский. К северу от села Арамашева через реку Шайтанку расположена деревня Косякова. Рядом с селом и деревней проходит шоссе из Алапаевска. Здесь расположена развилка на две автодороги регионального значения: Алапаевск — Реж и Алапаевск — Артёмовский. Церковный Камень получил название после строительства храма на его вершине. В окрестностях находится родник Крещенский, в лесу под горой, в болотистой местности. В праздник Крещения Господня прихожане проводят возле него молебен, а затем набирают святой воды. Местность возвышенная, сухая, снабжённая проточною водою; почва здесь преимущественно чернозёмная.

## История села
Топоним
Название своё село могло получить от слова араме, что в переводе с башкирского означает — урема, место у реки, поросшее густым кустарником.
Или от ромашки (Anthemis tinctoria), в изобилии растущей не только близ села, но далеко за пределами его по направлению к югу, в местности, принадлежавшей в прежнее время также к Аромашевскому приходу.
Аромашевская слобода
Поселение, носившее тогда название Аромашевской слободы, затем села Аромашево, находилось на почтовой дороге (затем упразднённой) из Екатеринбурга в Верхотурье. Главным занятием в XVII веке было хлебопашество для снабжения хлебом служилых людей в городах и острогах северной Сибири.
Арамашево образовалось в 1632 году как форпост для охраны от набегов кочевых племён и слобода для распашки земли. Со скалы Церковный Камень (42 метров) на скалистом берегу реки Реж открывается великолепный вид на всю долину реки и скалистый противоположный берег с Камнем.
В 1655—1656 годах в слободе были сооружены укрепления для защиты от калмыков, делавших набеги на те места. «Около церкви и государевых житниц был поставлен острог рубленый в вышину две сажени печатных да и башни рубленая четвероугольная с проезжими воротами, пятая башня глухая рубленая в вышину до 3 сажени печатных, а в них по два моста. А крепостей около острогу поставлены надолбы двойные; а круг острогу и башен 180 сажени печатных», куда, в случае опасности, собирались все жители слободы и, запершись, отсиживались и отстреливались от «воровских и неприятельских людей», не имевших огнестрельного оружия, а бившихся лишь лучным боем. Впоследствии, когда появились южные поселения, Аромашевская слобода стала безопасной и укрепления в ней не стали поддерживать. На земле, отведённой в пользование Аромашевской слободе, в 1734 году находилось 31 селение, которые в административном отношении также причислялись к слободе, хотя в то же время все Аромашевские крестьяне были причислены к Алапаевским казённым заводам.
XX век
В начале XX века главным занятием сельчан было хлебопашество и заводские работы по рубке и доставке дров, перевозке руды и железа в Алапаевский и Нижне-Тагильский заводы, но с проведением местных заводских железных дорог работы эти постепенно приходят в упадок.
С 1960-х годов работал совхоз «Арамашевский».
XXI век
В феврале 2007 года была построена первая очередь тепличного комплекса по выращиванию роз по голландским технологиям.

## Государево железное и укладное дело
В 1654 году вблизи Арамашевской слободы были обнаружены запасы железной руды. По указу верхотурского воеводы Льва Измайлова было начато «Государево железное и укладное дело», которое было поручено верхотурскому боярскому сыну Панкратию Перхурову. В ноябре 1654 года в Ирбитской слободе была проведена перепись кузнецов и гулящих людей для посылки в Арамашевскую слободу. П. Перхуров представил отписку ирбитскому приказчику Григорию Дирипу о необходимом количестве людей. В Арамашевскую слободу прибыли кузницы и гулящие люди из Невьянской слободы, привлекали работников и из Усть- Ирбитской слободы. Общее руководство и контроль над строительством завода осуществлял верхотурский воевода Л. Т. Измайлов, железоделательный завод был запущен и работал как минимум до марта 1655 года.

## Школа
В 1871 году было построено одноклассное училище, а в 1897 году — земское училище, в 1911 году в новом кирпичном здании открыто двухклассное училище.

## Краеведческий музей
В 1963 году в селе открылся собственный краеведческий музей, созданный усилиями учителя географии Ивана Семёновича Кесарева и других учителей местной школы, получивший в 2003 году статус краеведческого. Музей расположен в купеческом доме XVIII века (Советская ул., 36) и включает 5 залов — отдел природы, зал народных ремёсел, стилизованная русская изба XX века, зал истории села и арамашевской школы, зал боевой и трудовой славы. В экспозиции представлена коллекция самоваров, заварочных чайников, изделий с уральской росписью.

## Церковь Казанской Божией Матери

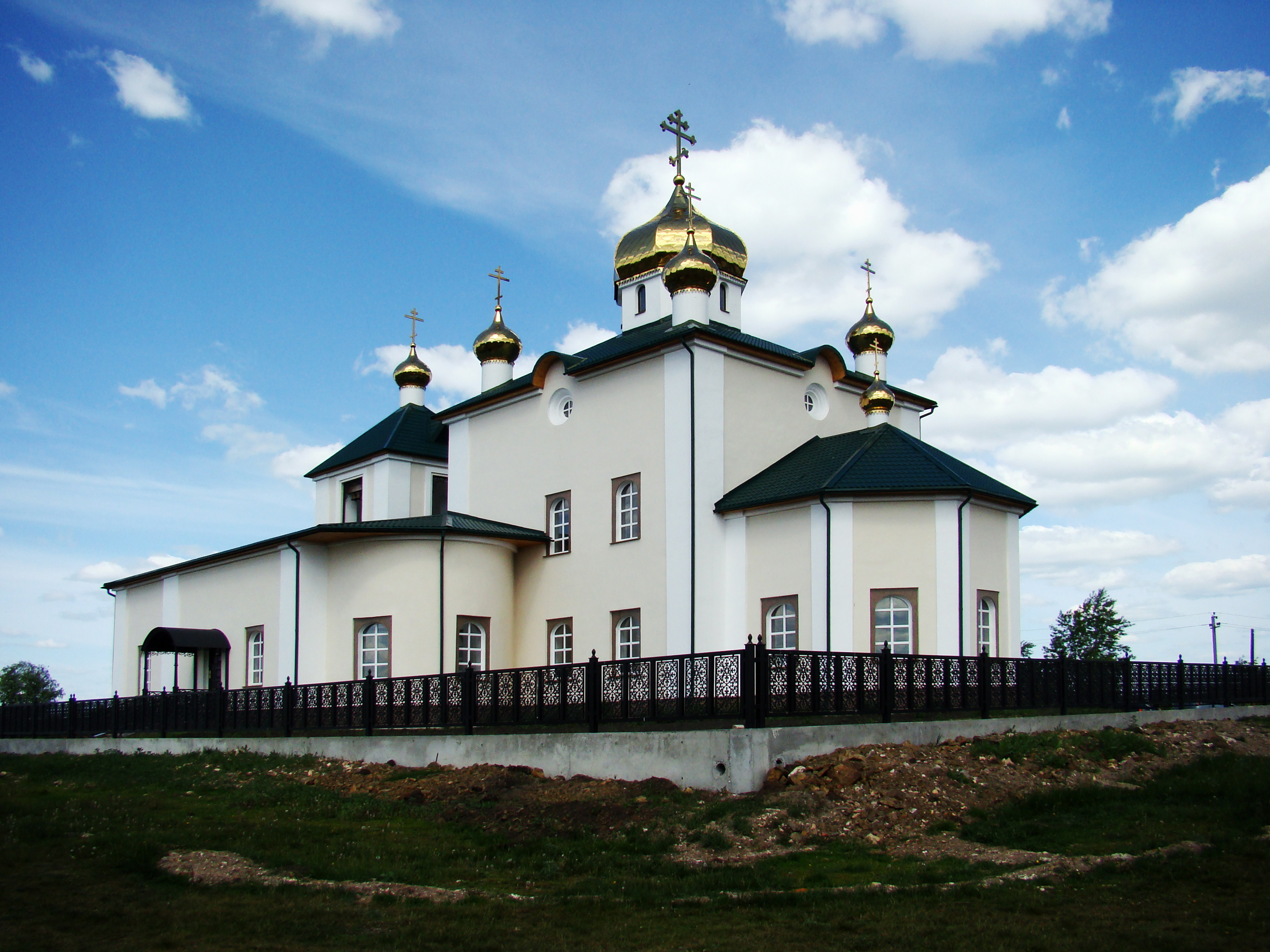
Казанская церковь в Арамашеве

В 1631 году на Церковном Камне была воздвигнута деревянная церковь, названная в честь Казанской иконы Божьей Матери. Деревянная церковь сгорела в пожаре, и в 1800 году бала построена и освящена каменная двухпрестольная церковь в честь Казанской иконы Пресвятой Богородицы, придел в честь архангела Михаила. В главном храме в 1885 году был устроен новый иконостас, а прежний был уступлен для вновь устроенной церкви села Бичурского Ирбитского уезда. В начале XX века ежегодно 8 июля в день храмового праздника совершался крестный ход из храма к памятнику, поставленному на месте святого престола в бывшем деревянном храме. В 1929 году церковь была закрыта, а колокол сброшен в реку. В 2005—2012 годах церковь была восстановлена.

## Инфраструктура
В селе работает дом культуры с библиотекой, школа, детский сад, почта и несколько магазинов. До села можно добраться на автобусе и поездом из Алапаевска, Екатеринбурга, Нижнего Тагила, Каменска-Уральского, Режа, Артёмовска, Верхней Салды, Нижней Салды и Ирбита.

## Промышленность
Предприятия села: ООО агрофирма «Арко», ООО агрофирма «Никон», ООО «ГринТерра», ООО «Тонкушина и К», ЗАО «Стиль-Профи-Л», СПК «УралКатышкаГаз», ППО с/х ПК «Арамашевский», КХ Борисихина, КХ Вяткина, КХ Пономарёва, КХ Пономарёвой.

## Известные жители
В селе родился Герой Советского Союза И. М. Бельских. А также похоронен Герой Советского Союза Михаил Никонович Мантуров.

## Население
| 2002 | 2010 |
| ---- | ---- |
| 811  | ↘713 |